# Áquila (general)
Áquila  (em grego: Αχιλλας; romaniz.: Achillas; m. 47 a.C.) foi um ministro e general de Ptolemeu XIII, faraó egípcio da dinastia ptolomaica. Como chefe do exército egípcio designado pelo primeiro-ministro Potino, ele avançou contra as tropas romanas e cercou Alexandria em 47 a.C.  Após desentendimentos, Arsínoe IV mandou matar Áquila junto com Potino e colocou Ganimedes no comando do exército.